# تشويزا
تشوي جاي هو ((هانغل: ; هانجا: 최재호)   والمعروف مهنيًا باسم تشويزا، هو فنان تسجيل الهيب هوب الكوري الجنوبي. ولد في 17 مارس 1980 في سول، كوريا الجنوبية.

## روابط خارجية
- تشويزا على موقع ميوزك برينز (الإنجليزية)
- تشويزا على موقع ديسكوغز (الإنجليزية)